# Darnell Fisher
Darnell Fisher (* 4. April 1994 in Reading) ist ein englischer Fußballspieler, der seit 2021 beim FC Middlesbrough unter Vertrag steht. 

## Karriere

### Verein
Darnell Fisher, der 1994 in der englischen Stadt Reading geboren wurde, begann seine Karriere bei Eldon Celtic. Später war er in der Jugend des FC Farnborough aktiv dessen erste Mannschaft in der Conference South spielte. Für den Verein aus der Grafschaft Hampshire spielte Fisher bis zum Sommer 2011, bevor er im Alter von 16 Jahren zu Celtic Glasgow wechselte. Für den schottischen Verein spielte er in der Jugendakademie wie schon bei seinen vorherigen Vereinen zunächst im Mittelfeld. Während der Vorbereitung auf die neue Spielzeit 2013/14 kam er unter Teammanager Neil Lennon als Außenverteidiger auf einige Einsätze in Testspielen der Profimannschaft. Sein Debüt für die Bhoys gab Fisher am 19. Oktober 2013 im Ligaspiel der Scottish Premiership gegen Hibernian Edinburgh. In der Saison 2015/16 war er an den FC St. Johnstone verliehen. Nach seiner Rückkehr zu Celtic wechselte Fisher für eine nicht bekannte Ablösesumme zu Rotherham United und unterschrieb einen Dreijahresvertrag.

## Erfolge
mit Celtic Glasgow:
- Schottischer Meister: 2014, 2015
- Schottischer Ligapokal: 2015